# Nine from Little Rock
Nine from Little Rock (I nove di Little Rock) è un breve documentario statunitense del 1964, diretto Charles Guggenheim.

## Trama
Il documentario ripercorre la storia dei nove studenti afroamericani (i Little Rock Nine) ammessi non senza difficoltà alla scuola superiore di Little Rock, in Arkansas, in un'epoca in cui vigeva ancora la segregazione razziale. Il film valse a Guggenheim il premio Oscar al Miglior Documentario nel 1965. Il narratore principale del film, Jefferson Thomas, è morto nel 2010.

## Cast
Tre dei Little Rock Nine appaiono nel film nei panni di loro stessi.
- Jefferson Thomas, come narratore e se stesso;
- Ernest Green è se stesso;
- Thelma Mothershed è se stessa.